# 潼川州
潼川州，明朝时设置的州。
洪武九年（1376年）降潼川府置，治所在郪县（今四川省三台县）。下领七县：射洪县、中江县、盐亭县、遂宁县、蓬溪县、安岳县、乐至县，辖境相当今四川省三台、射洪、中江、盐亭、蓬溪、遂宁、安岳、乐至，重庆市潼南等市县地。属四川省。清朝雍正十二年（1734年）复升为府。 

## 外部連結
[在维基数据编辑]
 《欽定古今圖書集成·方輿彙編·職方典·潼川州部》，出自陈梦雷《古今圖書集成》